# Sistemul respirator la păsări
Păsările inspiră prin intermediul nărilor, situate pe cioc, sau respiră deschizând ciocul. Aerul trece prin faringe, apoi prin trahee. Trahea se bifurcă apoi în 2 bronhii primare la syrinx. Bronhiile primare se prelungesc în pulmoni, prelungirile acestea fiind numite mesobronhii. De la mesobronhii se ramifică tuburi mici, numite ventrobronhii. Ventrobronhiile se ramifică în parabronhii mai mici. Acestea pot fi de 2 mm în diametru. De asemenea de la bronhiile primare se mai prelungesc un număr de bronhii secundare de-a lungul părții anterioare a pulmonilor, care aprovizionează sacii aerieni abdominali cu aer. Alte bronhii secundare, care se ramifică deasupra suprafețelor mai joase ale pulmonilor aprovizionează sacii aerieni anterior toracici. De asemenea, de la bronhii primari se mai ramifică 7-10 perechi de bronhii dorsali, care se ramifică de-a lungul suprafeței dorsale a pulmonilor, și bronhii ventrali, care se ramifică de-a lungul suprafeței ventrale a pulmonilor. În final, este o rețea de bronhii terțiare, care leagă bronhiile ventrale cu cele dorsale. De la bronhiile terțiare pornesc capilarele aeriene, care sunt responsabile de schimbul de gaze dintre sistemul de ventilație și sânge.